# Sou (moneta)
Sou o Sol è il nome usato in Francia, nei paesi francofoni e in Catalogna per indicare la moneta corrispondente al soldo italiano.

## Etimologia
Il termine viene dal solido, una moneta introdotta da Costantino I nel 309/310 ed usata dai successori.

### Storia
Nella Monetazione carolingia, un soldo equivaleva a 12 denari. Con 20 soldi si aveva una lira.
In Francia il soldo era chiamato sol o sou, in Germania Schilling, in Inghilterra shilling, in Spagna sueldo.

## Francia

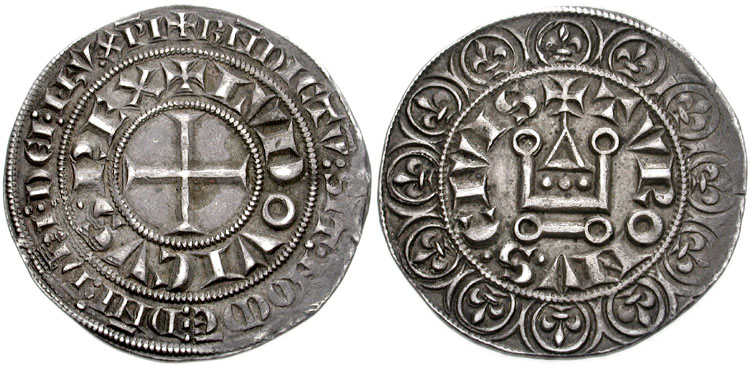
Luigi IX di Francia (1226-1270): Gros tournois ca. 1266

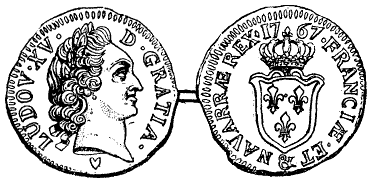
Sou di Luigi XV (rame). 1767.

In Francia il sol fu coniato per la prima volta sotto Luigi IX il 15 agosto del 1233. Era un grosso tornese d'argento con titolo elevato.
Sotto Carlo IX (1560-1574) si coniavano il sol parisis dal valore di 15 denier ed il sol tournois da 12 denier tournois.
Sotto Luigi XIV era di biglione e sotto Luigi XV divenne di rame.
Il sol fu coniato anche in quelle parti della Svizzera e dei Paesi Bassi che risentivano dell'influenza.
Il sol uscì dalle monetazione francese con la nascita del franco francese.
Gli ultimi sol nell'area francofona furono quelli coniati a Ginevra nel 1833.

## Svizzera
A Ginevra, che usava il sistema di monetazione francese, furono coniate monete da 12, 6, 3 ed 1 sols dal 1530 ca. al 1788. La città dopo questa data entrò a far parte della Francia. La monetazione dei Sols riprese dal 1814 e durò fino al 1838, quando la città adottò un sistema decimale.